# 신수오
신수오(본명: 신병수)는 대한민국의 배우이다. 2015년 연극 '안녕 혜숙'으로 데뷔하였다.

## 출연작

### 방송
- 2015년 《오구실 시즌 1》
- 2016년 《오구실 시즌 2》
- 2017년 《오구실 시즌 3》
- 2017년 OCN 《보이스》
- 2019년 JTBC 《리갈하이》
- 2019년 OCN 《구해줘 2》
- 2019년 tvN 《싸이코패스 다이어리》
- 2019년~2020년 《우아한 모녀》 - 필립 역
- 2021년 넷플릭스 《무브 투 헤븐: 나는 유품정리사입니다》 - 김용우 역

### 영화
- 2022년 특송 - 광수대 2 역

### 웹드라마
- 2017년 FAKE
- 2025년 우리 이지혜 - 박지훈 역

### 공연
- 2015년 안녕, 혜숙

### CF
- 2016년 시디즈-농구화와 의자 편
- 2018년 삼성 갤럭시노트 9-펜 좀 써볼래 편
- 2019년 삼성 비스포크-헤이 편
- 2019년 삼성디지털프라자-신혼 편
- 2019년 에어부산-코타키나발루 편